# Пребъдищки воденици
Пребъдищките воденици (на гръцки: Νερόμυλοι Σωσάνδρας) са две стари воденици в мъгленското село Пребъдище (Сосандра), Гърция, обявени за паметник на културата.

## Описание
Водениците в Пребъдище са изградени са в края на XIX началото на XX век, като типът им е сравнително рядък. Едната воденица – на семейство Парцанидис, е с четири воденични колела, а другата – на семейство Папас и Терзис – с шест колела. Многото колела показва голямото производство на брашно и здравата икономика на селището.
В 1988 година двете воденици са обявени за паметници на културата като „свидетелство за развитието на местната народна архитектура и занаятчийскиство“.